# Вікторія Ллойд-Барлоу
Вікторія Ллойд-Барлоу (англ. Viktoria Lloyd-Barlow) — британська письменниця, чий дебютний роман «Маленькі пташині серця» увійшов до довгого списку Букерівської премії 2023 року. У романі розповідається про дружбу, яка розвивається між Санді, жінкою з аутизмом, яка живе в будинку в Озерному краї, та її новоприбулою ексцентричною сусідкою Вітою, яка переїхала з Лондона разом зі своїм чоловіком Ролло. Дружба між двома жінками зрештою псується, оскільки дочка Санді Доллі починає віддавати перевагу стосункам з Вітою, нехтуючи своєю матір’ю.
Журі Букерівської премії заявило, що твір був «ліричним і зворушливим дебютним романом, [який] майстерно досліджує материнство, вразливість і складність людських стосунків». Джеймс Смарт, який у рецензії для The Guardian, описав твір як «історію, що має чіткий фокус і розгортається майже повністю у двох сусідніх будинках на тихій вулиці, а водночас є захопливим викриттям соціальних норм, відвертим портретом сімейного життя та проникливим зображенням нейровідмінності».

## Життєпис
Ллойд-Барлоу здобула ступінь доктора філософії з творчого письма в Університеті Кента, а Емі Саквілл була науковою керівницею її докторської роботи. Дебютний роман Ллойд-Барлоу «Маленькі пташині серця» був створений в результаті її докторських досліджень. Вона стала першою авторкою з аутизмом, яку номінували на Букерівську премію, роман потрапив у довгий список премії 2023 року.

## Переклад українською
2024 року у видавництві «Лабораторія» вийшов український переклад роману «Маленькі пташині серця». Перекладачка — 	Катерина Іванова.